# آی‌مسیج
آی‌مسیج (به انگلیسی: iMessage) یک سرویس پیام‌رسان فوری از سوی شرکت اپل است؛ که توسط برنامهٔ پیام در آی‌اواس ۵ و نسخه‌های پس از آن و همچنین در اواس ده (نسخهٔ ۱۰٫۸) و پس از آن پشتیبانی می‌شود. Andrew Vyrros از نخستین توسعه‌دهندگان این برنامه بود.

آی‌مسیج به کاربران این امکان را می‌دهد که با دستگاه‌های اپلی خود از دیگر کاربران پیام‌هایی مانند اس‌ام‌اس و ام‌ام‌اس، عکس و فیلم دریافت یا ارسال کنند.

## نحوه فعال کردن iMessage
ابتدا باید در تنظیمات گزینه Messages و facetime را فعال کنید. بعد وقتی می‌خواهید برای کسی پیام بفرستید یا تماس بگیرید، باید اپل آیدی شخص مورد نظر را داشته باشید.